# Gisèle Galhardo
Gisèle Galhardo (Guaratinguetá, 28 de agosto de 1957) é uma pianista clássica, compositora e musicóloga franco-brasileira. É formada pela Faculdade Santa Cecília (FASC), da cidade de Pindamonhangaba e na Faculdade Santa Marcelina em São Paulo. Ainda no Brasil, estudou piano com Gilberto Tinetti e composição com Osvaldo Lacerda e Camargo Guarnieri.
Mudou-se para Paris no início da década de 1980, onde foi uma das últimas alunas da pianista Magda Tagliaferro, entre 1982 e 1985. Gisèle também obteve mestrado em Musicologia pela Universidade de Sorbonne, em 1995, e foi diplomada em Estudos Aprofundados em Musicologia Contemporânea, pela IRCAM, em 1997. Na França, deu aula no Conservatório Municipal de Sevres, entre 1991 e 2009, além de participar de importantes festivais de músicas como o Salzburg e de Avignon.
Organizou um intercâmbio  cultural entre músicos, alunos e professores, brasileiros e franceses, na ocasião da celebração do ano 2000 , com o projeto "500 anos de amizade França -Brasil envolvendo mais de 10 mil pessoas, tendo repercussão internacional. 
Em 2004, produziu um extenso trabalho sobre a música popular brasileira, resgatando a música, a vida e a obra de compositores do Vale do Paraíba, como Dilermando Reis, Bonfiglio de Oliveira e Benedito Cipólli. O projeto resultou em um livro e um CD, intitulados Memória Musical Brasileira e contou com o apoio da BASF. 

## Gravações
- "Música Clássica Brasileira - Ritmo e Cores", com obras de Ernesto Nazaré, Tom Jobim, Zequinha de Abreu, e composição própria;
- "Memória Musical Brasileira - Homenagem à Terra das Garças Brancas", com obras de Dilermando Reis, Bonfiglio de Oliveira e Benedicto Cipolli.[4]
- "Crisálida " quinteto para violino,violoncelo, flauta , clarinete ,piano e narrador, gravado no Espaço FNAC Paris

## Premiações
- Medalha de Ouro em piano - Conservatório Nacional de Gennevilliers (França).
- Prêmio no Concurso de composição da Sociedade de Intérpretes, Compositores e Musicólogos do Rio de Janeiro - 1ª colocação com "Sylvestris Alma Natura", poema sinfônico executada pela Orquestra do Teatro Municipal do Rio de Janeiro  durante a Conferência das Nações Unidas, ECO-92.
- Prêmio FUNARTE 1979 – Rio de Janeiro, "Ou isto ou aquilo" - poema de Cecilia Meireles, para coro infantil
- Prêmio Bienal da Musica Contemporânea do Rio de Janeiro, 1996 - "Crisalida", quinteto para sopros, cordas, narrador e piano